# Muzimes dvoraki
Muzimes dvoraki là một loài bọ cánh cứng trong họ Meloidae. Loài này được Kabatek miêu tả khoa học năm 1995.